# セブ医科大学
セブ医科大学（セブいかだいがく、略称: CDU、Cebu Doc）は、フィリピンセブ州マンダウエに位置する私立・非宗派・男女共学の高等教育機関である。
1973年にセブ市でセブ・ドクターズ・カレッジ(CDC)として設立、2005年にセブ医科大学に改称した。8つの学部、大学院、高等学校（11・12年生）を有する。
ビサヤ地方における非宗派系の大学として初めて、フィリピン高等教育委員会（CHED）から最高位である「自治認定」を付与された大学である。

## 沿革
1973年にセブ・ドクターズ・カレッジ（Cebu Doctors' College）として設立され、1976年にフィリピン証券取引委員会に登録された。
1973年、看護学部（CDU-CN）が最初に設立され、続いて以下の学部が順次開設された。
1975年：人文科学部（CDU-CAS）
1977年：医学部（CDU-CM）
1980年：歯学部（CDU-CD）、検眼学部（CDU-CO）、および大学院
1982年：医療関連科学研究所（CDIAMS）※のちに医療関連科学部（CDU-CAMS）と改称
1992年：組織再編を受け、リハビリテーション科学部（CDU-CRS）が独立した学部として設置された。
2004年：薬学部（CDU-CP）が新たに設立された。
2016年：人文科学部（CDU-CAS）の配下に11・12年生向けの高等学校がCDUシニアハイスクール（CDU-SHS）として開校。

## 学部
8の学部課程が提供されている。
- 看護学部
- 人文科学部
- 医学部
- 歯学部
- 検眼学部
- 医療関連科学部
- リハビリテーション学部
- 薬学部

## キャンパス設備
- 図書館 – セブ医科大学には、メインライブラリーと大学医学図書館の2つの図書館がある。メインライブラリーは、医学部の学生を除くすべての学生のニーズに対応し、医学図書館は医学部の学生専用の図書館である[8][9]。

- スイミングプール[10]

- 大学試験会場 – 旧体育館は現在、試験会場として使用されている。

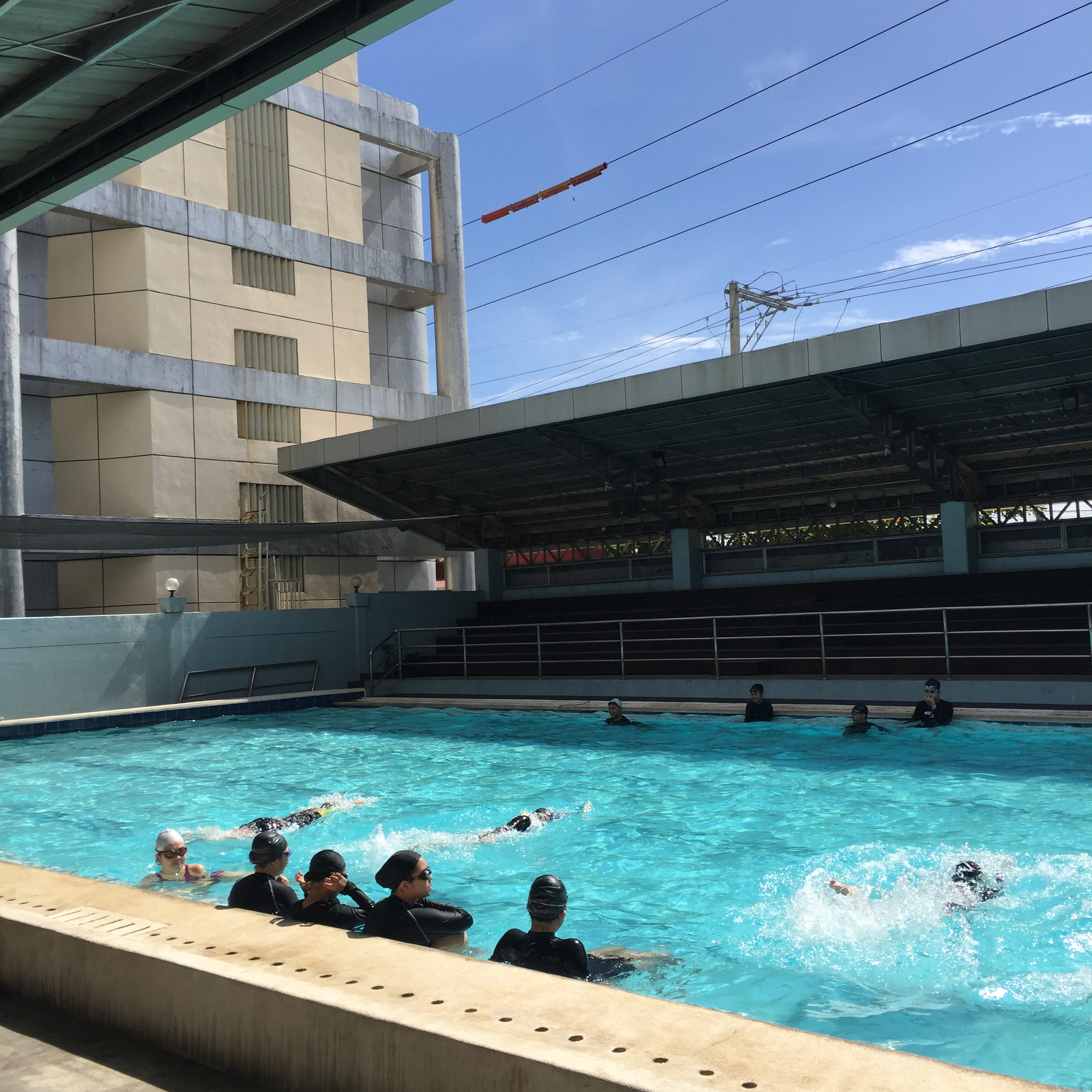
スイミングプール
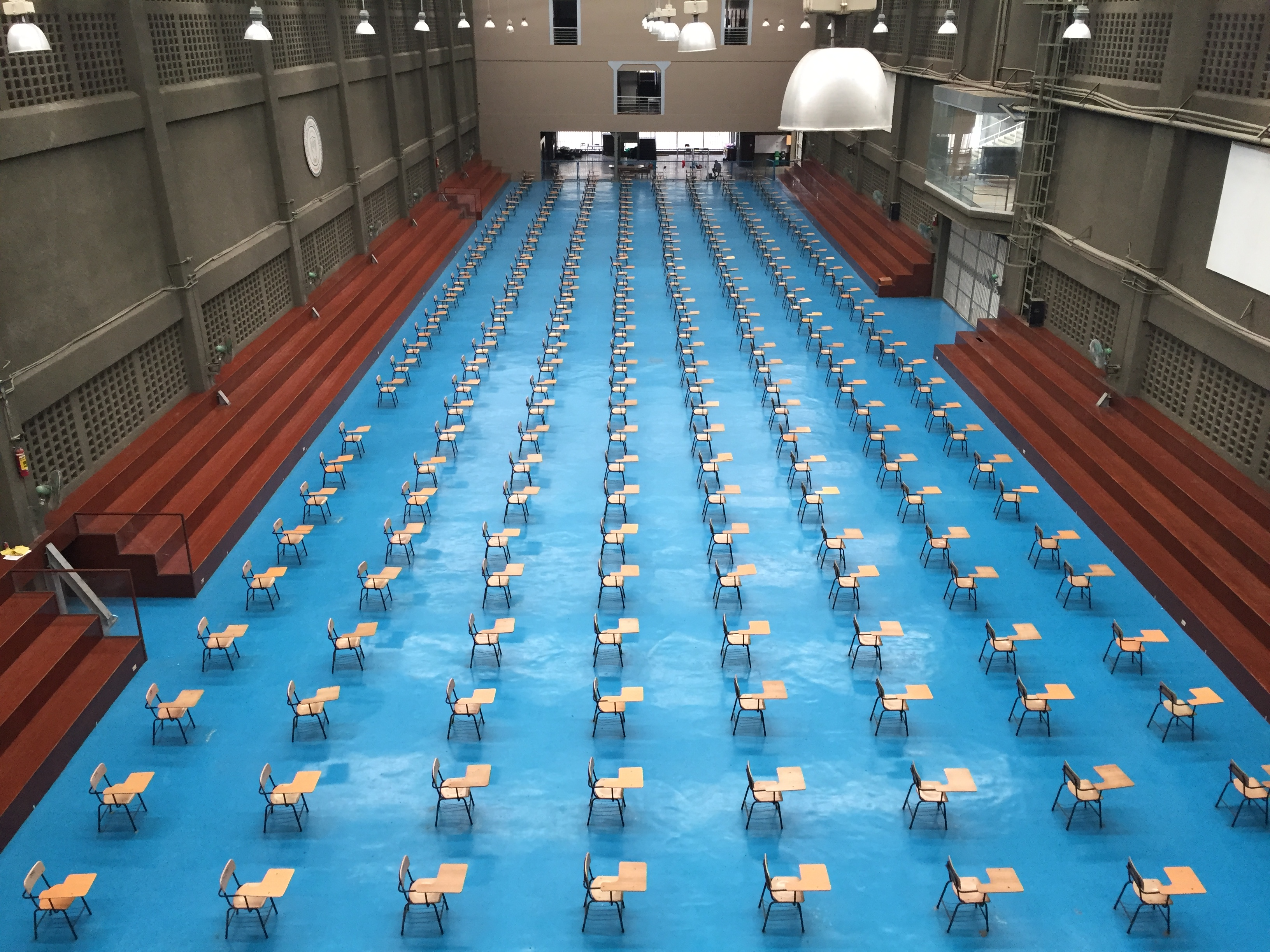
試験会場

## 外部サイト
- 公式ウェブサイト